# Wallabies de Louviers
 (mars 2025).
Motif : absence de sources secondaires indépendantes pérennes et de qualité. Ce club sans aucune notoriété nationale n'a jamais participé au championnat de première division de ce sport considéré comme mineur en France, mineur par le nombre de licencié, mineur par les résultats de son haut niveau et mineur par son absence d'exposition médiatique.
- Archive Wikiwix
- Bing
- Cairn
- DuckDuckGo
- E. Universalis
- Gallica
- Google
- G. Books
- G. News
- G. Scholar
- Persée
- Qwant
- (zh) Baidu
- (ru) Yandex
- (wd) trouver des œuvres sur Wikidata

| 1. | Préciser le motif de la pose du bandeau. | Précisez le motif de la pose du bandeau en utilisant la syntaxe suivante : {{admissibilité à vérifier\|date=août 2025\|motif=remplacez ce texte par le motif}}                             |
| 2. | Informer les utilisateurs concernés.     | Pensez à avertir le créateur de l'article, par exemple, en insérant le code ci-dessous sur sa page de discussion : {{subst:avertissement admissibilité à vérifier\|Wallabies de Louviers}} |

Uniformes
Les Wallabies de Louviers est un club français de baseball et softball fondé en 1987 à Louviers dans l'Eure. Les Wallabies évoluent en championnat régional de Normandie (R1) et en Championnat de France dans les catégories jeunes.

## Histoire
Le Baseball Club des Wallabies de Louviers est fondé en 1987 par Fred Celest, ancien joueur des Huskies de Rouen. Affilié à la Fédération française de baseball et softball en 1988, le club des Wallabies engage sa première équipe en Championnat régional en 1989.

### Années 90
Louviers remporte sa première compétition en 1990: le Challenge de l'Eure, un trophée que les Wallabies remportent en 91 et 92. Parallèlement, les Wallabies évoluent en Nationale 3 et une équipe cadet est créée.
En 1992, le club rencontre des difficultés financières et retourne en Régionale, se maintenant tant bien que mal à la suite du départ de plusieurs joueurs cadres. Jean-François Casazza devient président en 1994 et entame une politique de recrutement. Le club passe de 30 à 50 licenciés en 1997. Les Cadets Lovériens se hissent en 1/4 de finale des Championnats de France en 1998, battus par Dieppe.
A sa suite, Jérôme Levallois, joueur depuis 1989 et entraîneur des cadets depuis quatre ans, reprend la présidence, et la direction de l'équipe senior. Si la direction sportive est efficace, la gestion administrative et financière pêche par son inexpérience, son jeune âge (19 ans) et ses multiples engagements au sein de la ligue de haute Normandie (comité directeur, commission de softball et de formation). Devant ce constat d'échec et l'impossibilité de gérer seul le club, il demande à partir et le club de Rouen le recrute pour son expérience (responsable logistique de la coupe d'Europe de 2004) et d'autres joueurs suivent son depart en 2000 vers d'autres clubs.

### Années 2000
Les années suivantes sont difficiles, Romain Ladan-Bockairy prend la présidence du club en 2001. Les cadets évoluent dans les clubs voisins et il n'y a plus qu'une seule équipe sénior. La reconstruction se poursuit avec l'arrivée de nouveaux joueurs et d'un nouveau bureau en 2005. Le club est vice-champion Haut-Normand et participe à la Nationale 2 en 2005 et 2006.
En 2007, les Wallabies s'installent durablement dans le paysage du baseball normand. Cyril Maillard est élu président en 2007. Une école de baseball est créée. Cette même année, Joris Bert, joueur formé aux Wallabies, devient le premier joueur français de l'histoire à être repêché par une franchise de la Ligue majeure de baseball. Il est choisi par les Dodgers de Los Angeles au 19e tour (596e choix global).
En 2008, les Wallabies sont 3e du championnat Haut-Normand. Ils sont vice-champions de Normandie en 2009 et 2010 et participent à la phase de poule du Championnat de France de Nationale 2 en 2010.
Le club dispose depuis la fin des années 2000 d'un terrain dédié aux normes.
Il dispose désormais de 4 équipes : senior baseball, sotfball mixte, cadet et minime.
Les Wallabies sont le club formateur du premier français à signer un contrat avec une franchise de la Ligue majeure de baseball, Joris Bert,.
L'équipe softball est créée à la fin de 2010 par Dimitri Bossoreil. !
Fin 2011, l'équipe entame sa deuxième année sous la conduite de Cyril Maillard. Les résultats sont au rendez-vous, puisque l'équipe remporte son 1er tournoi aux Andelys et ses premières victoires contre Rouen, Compiègne et les Andelys, ce qui lui vaut une première coupe et une première place.

### Années 2010
L'année 2012 marque un changement important dans la politique de développement du club auprès des jeunes. Les nterventions scolaires et les animations en centres de loisirs se multiplient. Cyril Maillard, ayant obtenu son Brevet d'État, est employé par le club pour l'entrainement des 6 sections. Le club est désormais installé dans trois communes, Louviers, Val-de-Reuil et le Vaudreuil. Un effort important est consenti par le club pour l'achat de matériel, pour les animations, pour la formation de quatre nouveaux arbitres et deux scoreurs.
Une année prolifique qui place l'équipe 12U à la première place du championnat normand et voit le départ au Japon d'une jeune joueuse (12U), pour une semaine de stage avec la WCBF.
Entre 2013 et 2015. Roman Ladan-Bockairy prend la présidence du club. Le nombre de licenciés continue d'augmenter. Ils se répartissent en 6 catégories : 6U, 9U, 12U, 15U, Softball Mixte et Senior. En Juin 2014, les 9U finissent champion de Normandie. L'équipe des 15U, se classent 7ème au championnat de France à Boe Bon Encontre. L'équipe senior participe à la Nationale 2 en septembre 2014, leur permettant aussi d'inaugurer le terrain d'un de leurs adversaires, Valenciennes Vipères, devant près de 1500 personnes. En 2015, après la démission pour raisons personnelles de Romain Ladan-Bockairy, Matthieu Noblet est élu président du Club.
Cette dynamique, en particulier chez les jeunes, permet au club des Wallabies de devenir club formateur. Entre 2015 et 2019, des joueurs issus des rangs des Wallabies intégrent des clubs de division 1 comme METZ ou La Rochelle pour le Baseball ou Grenoble pour le Softball. Fort de ses bonnes performances, le Club continue sa politique de recrutement auprès des jeunes et des féminines.

### Depuis 2019
En 2019, la présidence du Club est reprise par Laurent Adolphe qui commence son mandat avec la difficile gestion de la période du COVID en 2020. Dans ce contexte particulier, le club continue pourtant son développement en préparant la pleine reprise de ses activités dès la fin du confinement. En 2021, le nombre de licenciés augmente significativement et les interventions scolaires se multiplient. Entre 2019 et 2024, plusieurs joueurs et joueuses sont sélectionnés, chaque année, en Pôle Espoir et au Pôle France avant d'intégrer les équipes de France baseball et softball.
En 2023, le club obtient le label Club Ecole Argent décerné par la FFBS (Fédération Française Baseball Softball) dont l'objectif est de valoriser des clubs menant une politique de structuration et de développement des pratiques jeunes.

## École de baseball
Avec près de 100 licenciés dont plus de 70% a moins de 18 ans, le club des Wallabies fait partie des clubs les plus formateurs de France. Chaque année, de jeunes Wallabies sont sélectionnés en équipe régionale Normandie pour participer aux Interligues Little League 12u et 15U.
Plusieurs d'entre eux rejoignent ensuite les structures de Haut-Niveau du Pôle Espoir Normandie à Rouen, de l'Académie de Baseball de Rouen, du Pôle France Baseball à Toulouse , du Pôle France Softball à Boulouris et des Équipes de France baseball et softball.
Certains Wallabies évoluent également dans le championnat français en D1 et D2 baseball et Softball ou jouent à l'étranger dans des ligues professionnelles.

## Présidents
1987 : Fred Celest
1992 : Jean-François Casazza
1998 : Jérôme Levallois
2001 : Romain Ladan-Bockairy
2007 : Cyril Maillard 
2013 : Romain Ladan-Bockairy
2015 : Matthieu Noblet 
2019 : Laurent Adolphe

## Palmarès (depuis 2012)
Équipe 9U
- 2024 et 2025 : Championne de Normandie

Équipe 10U
- 2024 et 2025 : participation à la Coupe de France

Équipe 12U
- 2012-2014-2016-2017-2018-2021-2022 : Championne de Normandie
- 2023-2024-2025 : Vice championne de Normandie

Équipe 15U
- 2014-2016-2019-2021-2022-2023-2024 : Championne de Normandie
- 2025 : Vice championne de Normandie

Équipe sénior
- 2025 : Championne de Normandie
- 2023 : Vice championne de Normandie
- 2023 et 2025 : accession à la D3

(En raison du Covid-19, il n'y a pas eu de compétition en 2020)